# Theodor Uhlig
Pour les articles homonymes, voir Uhlig.

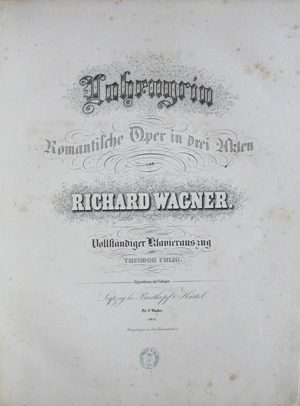
Arrangement pour piano de l'opéra Lohengrin de Richard Wagner par Uhlig.

Theodor Uhlig (Wurzen, royaume de Saxe, 15 février 1822 - Dresde, 3 janvier 1853) est un altiste, compositeur et critique musical saxon.

## Biographie
Fils illégitime du roi Frédéric-Auguste II de Saxe, Uhlig était le fils officiel de Carl Gottlob Uhlig, corniste au bataillon d'infanterie à Wurzen. Après la mort de ses parents (son père est mort en 1827, sa mère en 1830), il est venu avec sa sœur aînée à l'orphelinat militaire de Struppen près de Pirna. Là, on a reconnu ses dons pour la musique: à 13 ans, il composait, maîtrisait déjà plusieurs instruments et jouait aussi des pièces difficiles par cœur. Il a alors reçu des bourses et des subventions, entre autres, du roi Antoine Ier de Saxe et plus tard, de son successeur, le roi Frédéric-Auguste II. En 1837, il est allé à l'école de musique à Dessau. Là, il a étudié le piano et le violon, et se consacre à la composition. Ensuite, il a déménagé à Dresde en 1840 et est devenu membre de l'orchestre de Dresde à l'âge de 19 ans (1841). À 25 ans, Theodor Uhlig a épousé Caroline Büttner. Trois enfants sont nés: Theodor, Elsa et Siegfried. Après la révolution de mai à Dresde, Uhlig a vécu temporairement à Paris.

En 1842, Richard Wagner est venu à Dresde pour la première de son opéra, Rienzi, et est resté dans la ville comme Kapellmeister. Il a alors fait la connaissance de Theodor Uhlig. Wagner a pris la fuite en 1849 après l'insurrection de mai de la ville (à laquelle il avait pris une part prépondérante). Bien qu'à l'origine opposé à Wagner, Uhlig est rapidement devenu un converti passionné. Un signe tangible de sa dévotion était son arrangement pour piano de l'opéra Lohengrin de Wagner. Uhlig a défendu Wagner dans des articles de magazines et de revues. Wagner a écrit de lui dans son autobiographie Mein Leben
« qu'il avait compris avec une compréhension claire et un accord parfait les tendances de ses compositions que de nombreux musiciens dont la culture semblait plus large que la sienne, avaient considérées avec une horreur presque désespérée. »
Pendant les premières années de l'exil de Wagner de l'Allemagne, Uhlig est resté un de ses contacts les plus importants et la source d'une abondante correspondance jusqu'à la mort précoce de Uhlig en 1853 (de la tuberculose). Bien que les lettres de Uhlig à Wagner n'aient pas survécu, il y a près de 100 lettres de Wagner à Uhlig (1849-1853), beaucoup d'entre elles très longues. Dans ces lettres, le compositeur est souvent très franc au sujet de ses propres états d'âme ou moments dépressifs, et souvent abusif au sujet d'autres personnes, y compris des amis communs (par exemple, accusant son ancien secrétaire Ritter d'onanisme).
Uhlig a pris le parti de Wagner dans une série d'articles, publiés en 1850 et constituant une attaque caustique de l'opéra Le prophète écrit par l'ennemi supposé de Wagner, Giacomo Meyerbeer. Dans une série de six essais publiés dans la Neue Zeitschrift für Musik, série intitulée «Réflexions contemporaines», Uhlig a fustigé la musique de l'opéra et a attaqué Meyerbeer personnellement, comme étant un représentant de «l'art hébraïque» (Meyerbeer était juif). Wagner a repris cette phrase comme une excuse pour lancer son attaque virulente Das Judenthum in der Musik. Uhlig s'est impliqué dans les négociations pour la publication de cette brochure.
Wagner a plus tard dédié à Uhlig son essai majeur Opera and Drama. C'est également à Uhlig qu'il a d'abord révélé son intention de créer sa Tétralogie comme un cycle de quatre opéras. Dans cette lettre, Wagner demande à Uhlig d'«emprunter» pour lui à la bibliothèque royale de Dresde un livre dont il a besoin concernant la Völsunga saga.

## Uhlig en tant que compositeur et critique
Les compositions de Uhlig, qui sont maintenant complètement oubliées et en majorité non publiées, étaient nombreuses (allant jusqu'au numéro d'opus 84). Elles comprenaient des œuvres de musique de chambre et pour orchestre, des lieder et des Singspiele. 18 compositions originales, y compris des ballades, des lieder, des opérettes, des concerts d'orgue, des symphonies, piano, œuvres chorales et de musique de chambre sont la propriété du Musée d'histoire culturelle de Wurzen.
Uhlig a également écrit sur d'autres sujets musicaux, dont la musique de Ludwig van Beethoven et de Franz Liszt, et sur la structure de la phrase dans la musique.